# Атавды (озеро)
Атавды (баш. Атауҙы) — озеро в Абзелиловском районе Республики Башкортостан. Находится в 6,5 км восточнее села Ишкулово, рядом с деревней Атавды.

## Характеристика
Площадь зеркала — 8,3 км², длина — 4 км, средняя ширина — 2,1 км, средняя глубина — 3,4 м, максимальная глубина — 6,5 м, объём воды — 28,6 млн м³; площадь водосбора — 69,8 км².
Озеро имеет тектоническое происхождение, образовано в породах среднего девона (андезит-базальтовые порфириты, базальты, туффиты, песчаники и глинистые сланцы).
В озере плоское, песчано-илистое дно.
Озеро бессточное, питается атмосферными осадками и грунтовыми водами. Вода солоноватая, гидрокарбонатно-натриевая.
Озеро эвтрофное, полузаморное. В озере водятся рыбы белоглазка, голавль, елец, карась, краснопёрка, лещ, линь, окунь, плотва, подуст, щука, язь, обитают гуси, утки и др.
Ландшафт — степь, пастбища. С запада к озеру примыкают спускаются ковыльные степные склоны холмов Сялигыр и Кадрымсагыл, переходящие у озера в низменности, где есть колки березняков, ивняки, черноольховники, заболоченные участки, засоленные степи и луга.
Западные и южные берега озера являются памятником природы.  На их территории растут крупнейшие в Республике Башкортостан популяции пухоноса низкого и термопсиса ланцетолистного, включенных в Красную книгу Республики Башкортостан. Встречается ряд других редких видов растений: скрученник приятный, дремлик болотный, ирис сибирский, остролодочник Гмелина и др. 

## Топонимика
Название озера произошло от башкирских слов «Атауҙы» — имеющий остров.